# عملية الغلي الشديد
عملية الغلي الشديد هي خدعة عسكرية أُجريت في الحرب العالمية الثانية. جرت أول محاولة خداع في عام 1942 بواسطة قسم مراقبة لندن، وصُممت لإقناع قوى المحور أن الحلفاء سوف يغزون النرويج التي تحتلها ألمانيا قريبًا. أُنشئ قسم مراقبة لندن قبلها بفترة صغيرة لوضع خطط الخداع في جميع الميادين، لكن هذا القسم كافح للحصول على الدعم من المؤسسة العسكرية التي لم تكن متحمسة له. كان لدى قسم مراقبة لندن القليل من الأسس في الخداع الاستراتيجي، ابتكر هذا النشاط دودلي كلارك قبل ذلك بعام واحد، ولم يكن على دراية بنظام العميل المزدوج الذي سيطر عليه القسم الخامس من الاستخبارات الحربية. ونتيجة لذلك، خططت عملية الغلي كعملية حقيقية لا كعملية افتراضية. وجد كلارك بالفعل أن هذا النهج مضيعة للوقت والموارد مفضلًا تقديم الرواية الخادعة عن طريق الوكلاء والاتصالات اللاسلكية.
دلّ رفض العملية من قبل الوحدات المختارة على النقص الكبير في التحضيرات. أمر أدولف هتلر بتعزيز حماية الدول الاسكندنافية في مارس وأبريل عام 1942 قبل أن تُوقف عملية الغلي الشديد في مايو. من غير الواضح إلى أي مدى ساهمت العملية في قراره، ولكن على الرغم من تأثيرها المحدود، فقد أعطت العملية قسم مراقبة لندن تجربة في التخطيط للخداع، وأرست أسس التخطيط المستقبلي اعتمادًا على إيمان هتلر بأن شمال أوروبا كان ذا أهمية إستراتيجية كبيرة.

## خلفية العملية
كان الخداع الاستراتيجي موضوعًا جديدًا على الحلفاء، لكنه كان متطورًا في القاهرة عام 1941 من خلال دودلي كلارك وقسم القوة (أ) المتقدمة. قرر فريق التخطيط في وزارة الحرب البريطانية إنشاء منظمة خاصة لتخطيط وتنفيذ عمليات الخداع بعد عرض قدمه كلارك في سبتمبر. وأوصوا بإنشاء قسم مراقبة للإشراف على التخطيط الخداعي الاستراتيجي وسيُجرى تشغيله من قبل القوات المسلحة. أُصدرت الموافقة على الفكرة وعُرض دور القيادة على كلارك، لكن بعد رفضه اختار رؤساء الأركان العقيد أوليفر ستانلي وزير الدولة السابق للحرب ليكون الضابط الجديد المسؤول.
واجه ستانلي صعوبة كبيرة في إقناع التنظيم العسكري للحلفاء الذي شكك في فاعلية الخداع الاستراتيجي ورفض فكرة وجود سلطة تخطيط مركزية للعملية. وعلى الرغم من حصوله على عدد من الضباط، كان قسم التحكم في لندن، على حد تعبير أحد الأعضاء، في حالة من «العجز». حصل ستانلي في ديسمبر عام 1941 على إذن للتخطيط للعملية الأولى لقسم مراقبة لندن بعد عدة أشهر من الضغط على قيادة الحلفاء.

## التخطيط
تدريب القوات الخاصة الملكية على الثلوج الكثيفة خلال شهر مارس عام 1942، وهي الوحدة المختارة لتنفيذ عملية الغلي الشديد.
لم يكن لدى الحلفاء هدف محدد من وراء العملية سوى إقناع الألمان بوجود تهديد وشيك بالغزو ضد النرويج. لقد أثبت كلارك بالفعل أن عمليات الخداع يجب أن تمتلك فكرة واضحة عما ينوي العدو فعله (بدلًا مما كان يتوقع منهم أن يفكروا فيه). لم يكن ستانلي على دراية بذلك، ولم يكن على اتصال بقسم كلارك في القاهرة. نتيجة لذلك، اختيرت عملية الغلي الشديد لأن الموارد موجودة بالفعل ولن تؤثر على العمليات المستقبلية الحقيقية (رفض المخططون اعتبار النرويج كهدف)، لعدم وجود أي ميزة إستراتيجية فيها بالنسبة للحلفاء. لم يكن ستانلي مدركًا شبكة العملاء المزدوجين الواسعة التي تسيطر عليها اللجنة العشرين، إذ أُخبر أن القسم الخامس في الاستخبارات الحربية فقط هو من لديه وسيلة لنقل المعلومات إلى العدو.
اقترح ستانلي في البداية أن يكون الهدف الوهمي هو نارفيك أو تروندايم. قرر قادة الحلفاء أنها أهداف غير منطقية بسبب موقعها الشمالي واختيار طريقة الهبوط البرمائي في ستافنجر بناءً على تخطيط عملية الديناميت (هجوم طُرح مسبقًا ورُفض). حُدّد تاريخ الغزو الوهمي في الأول من مايو عام 1942. وخُططت عملية الغلي الشديد كعملية حقيقية تتضمن التدريب الفعلي وتحرك القوات، والتي بلغت ذروتها في بداية الغزو المزيف. اعتمدت الخطة على الاستخبارات الألمانية والشائعات والتسريبات لتوصيل الخدعة إلى العدو. اكتشف كلارك والقوة (أ) من خلال العمليات السابقة أن التدريب الواقعي كان مضيعة للوقت، إذ وجد أنه يمكن اختصار الكثير من الجهد باستخدام العملاء والاتصالات اللاسلكية. كانت جمعية مراقبة لندن تفتقر إلى التوجيه من القاهرة، لذلك ارتكبت الكثير من الأخطاء.
افتقرت جمعية مراقبة لندن أيضًا إلى معرفة نظام العميل المزدوج الذي يستخدمه القسم الخامس من الاستخبارات الحربية. لم تعلم الإدارة أنه لم يكن هناك أي عملاء ألمان نشطون في المملكة المتحدة غير خاضعين للرقابة، بالتالي اعتقدوا على نحو خاطئ أن أي خداع يجب أن يكون واقعيًا للغاية لينجح.
كان لدى ستانلي اعتراض واحد قبل بدء العملية، إذ وجد أن الاسم الرمزي للعملية (الغلي الشديد) «سخيف». اختار دنيس ويتلي عضو قسم مراقبة لندن الاسم من كتاب كلمات مشفرة، وشرح لستانلي (الذي لم يكن على علم) أن الاسم قد اختير بشكل عشوائي دون وجود أي علاقة له بأهداف العملية.

## العملية
أُوكلت المهمة إلى شعبة مشاة البحرية الملكية لتنفيذها، وتدربوا على الحرب الجبلية، وزُودوا بمعدات الطقس البارد. وُضعت خطط غزو واقعية، وأُمروا بتخزين العملة النرويجية. واجهت هذه الاستعدادات مقاومة كبيرة من القوات المسلحة، إذ اعتُبرت العملية مضيعة للجهد. دلّت الحاجة إلى الجنود في العمليات والتدريبات الحقيقية أنهم لم يستعدوا بشكل جيد.
حاول قسم مراقبة لندن تنفيذ الخداع السلبي كجزء من عملية الغلي الشديد. أجرى عملاؤهم استطلاعًا على اللاجئين النرويجيين للحصول على معلومات حول ستافنجر والمترجمين المحتملين. كانوا يأملون أن تصل الشائعات إلى بلدان محايدة وتنتقل إلى شبكة الاستخبارات الألمانية. مُررت بعض الخدع أيضًا عبر العملاء.

## النتائج
سرعان ما تلاشت نتائج عملية الغلي الشديد لأن قوات المارينز الملكية طُلبت لتنفيذ عملية برمائية في مدغشقر في يوليو عام 1942. بدا الأمر فعالًا خلال شهري أبريل ومايو حين عزز الألمان المنطقة. أشار المؤرخ جوشوا ليفين إلى أن هتلر كان لديه «هاجس الدفاع عن الدول الاسكندنافية» خلال تلك الفترة وأنه من غير الواضح مدى مساهمة العملية في استراتيجيته. يعزو مايكل هوارد، الذي كتب تاريخ الخداع الاستراتيجي البريطاني الرسمي، الاستجابة الضعيفة للهزائم الشديدة التي واجهها الحلفاء على كل جبهة إلى أنه من الصعب تخيل أن الألمان اعتقدوا وجود عملية هجومية كبرى كان يجري التخطيط لها.
لم تمنح العملية الحلفاء أي ميزة تكتيكية أو إستراتيجية؛ لاحظ هوارد أن العملية وفرت الخبرة للمخططين في التعامل مع الخدع وللجنة العشرين في إثبات قيمة العملاء المزدوجين. ذكر تيري كراودي في عام 2008 أن الخبرات التي اكتسبها قسم مراقبة لندن محدودة، بسبب نقص التوجيه من القاهرة وعدم معرفة أنظمة العملاء المزدوجين. أظهر دودلي كلارك بالفعل أن الطريقة الأكثر فاعلية لتنفيذ الخدع هي استخدام العملاء والاتصالات اللاسلكية المزيفة بدلًا من التدريبات الكبيرة وتحريك القوات. كانت عملية الغلي الشديد أول خطة خداع تستهدف النرويج. أُجريت العديد من العمليات الأخرى، بما في ذلك عملية تندال والعملية الفردية، وعملية الثبات في عام 1944؛ وهي إحدى أكبر وأنجح عمليات الحلفاء في الخداع.
حل جون بيفان محل ستانلي كرئيس لقسم مراقبة لندن في مايو عام 1942 بعد أن طلب ستانلي من ونستون تشرشل الإذن للعودة إلى العمل السياسي. مُنح القسم أيضًا صلاحيات أوسع بكثير. أبعد الرئيس الجديد للقسم عملية الغلي الشديد، وأُلغيت بالكامل من برنامج قسم مراقبة لندن بحلول نهاية مايو.